# Théo Christine
Pour les articles homonymes, voir Christine et Théo.
Théo Christine est un acteur français, né en 1996 à La Roche-sur-Yon (Vendée).

## Biographie

### Enfance
Théo Christine naît en 1996, à La Roche-sur-Yon, en Vendée. Son père, originaire du Diamant, à la Martinique, est agent administratif des impôts et sa mère, d'origine vendéenne, femme de ménage. Il grandit entre la Vendée (Sion-sur-l’Océan) et la Martinique,. Il rêve d'une carrière professionnelle dans le surf, qu'il a découvert sur la plage de Tartane à La Trinité,, mais, avoue-t-il, « ça ne s’est pas très bien passé. Je ne savais pas très bien ce que je pouvais faire de ma vie. ».
Jeune, il fréquente le collège Pierre Garcie Ferrande à Saint-Gilles-Croix-de-Vie, puis le lycée Bleu aux Sables d’Olonne pour les formations concernant le surf.
À 16 ans, il fait sa « première expérience », en tant que figurant, aux côtés de l'actrice Karin Viard, dans son premier long métrage Lulu femme nue de Sólveig Anspach,, tourné à Saint-Gilles-Croix-de-Vie,.
À l'été 2015, il monte à Paris et assiste à la formation d'acteur au cours Florent, auquel sa sœur l'avait inscrit, explorant les cursus du Théâtre, d'Improvisation, d'Acting in English, la Comédie musicale en première année : « Le fait d'être acteur, pour moi c'était la possibilité de tout faire en fait. J'ai eu envie d'essayer ça. ».

### Carrière
Théo Christine commence sa carrière, en 2016, dans le court métrage 9.58 (2019) de Louis Aubert, puis apparaît dans la série franco-belge Skam France (2018-2019) : c'est une révélation auprès des téléspectateurs.
En août 2018, il tourne pour la série télévisée La Dernière Vague (2019), créée par Raphaëlle Roudaut et Alexis Le Sec. Il y joue le rôle de Mathieu Ketchak, aux côtés de Guillaume Cramoisan qui incarne son père, pour la chaîne France 2.
En juillet 2019, il est retenu pour incarner Didier Morville, alias JoeyStarr, aux côtés de Sandor Funtek en Bruno « Kool Shen » Lopes, dans le film biographique Suprêmes (2021) d'Audrey Estrougo, retraçant les débuts du groupe Suprême NTM dans la fin des années 1980 et le début des années 1990. Ce film est présenté hors compétition dans la section « Séances de minuit » du Festival de Cannes 2021 et à la 47e cérémonie des César, d'où figure sa nomination de la Révélation masculine.
En 2020, le réalisateur Nicolas Maury le choisit parmi une cinquantaine de jeunes acteurs pour le rôle de Kevin dans son long métrage Garçon chiffon.
En février 2022, il rejoint Emmanuelle Devos et Vincent Elbaz dans le tournage de la série télévisée B.R.I., créée et réalisée par Jérémie Guez pour la chaîne Canal+. En avril, il récolte le Nymphe d'or du meilleur espoir international au Festival de télévision de Monte-Carlo. Début décembre, il participe au générique du film d'action Gran Turismo (2023) de Neill Blomkamp, adapté de la série de jeux vidéo du même titre.
Mi-février 2023, Variety révèle son rôle principal dans le premier long métrage d'horreur Vermines de Sébastien Vaniček, avec Finnegan Oldfield, Jérôme Niel, Sofia Lesaffre et Lisa Nyarko. Ce réalisateur dira de lui « un bon acteur, très carnassier. Pour moi, il représente vraiment la chair de ce film », sorti le 27 décembre 2023. Fin mai, il entame le tournage du premier long métrage Ollie d'Antoine Besse, avec Emmanuelle Bercot, Cédric Kahn et Kristen Billon. En septembre, il est choisi, avec Victor Belmondo et Lou Lampros, pour le film Vivre, mourir, renaître de Gaël Morel. En fin octobre, il se joint à Marina Foïs devant l’éruption d’un volcan guadeloupéen dans le film catastrophe Magma de Cyprien Vial.
Mi-septembre 2024, il fait partie de la mini-série Quelqu’un devrait interdire les dimanches après-midi, créée par Isabel Coixet, pour une coproduction Arte et Maui Entertainment.

## Filmographie

### Cinéma

#### Longs métrages
- 2018 : La Finale de Robin Sykes : Olivier
- 2019 : Play d'Anthony Marciano : Seb
- 2020 : Garçon chiffon de Nicolas Maury : Kevin
- 2020 : Comment je suis devenu super-héros de Douglas Attal : Ismaël
- 2020 : À la folie d'Audrey Estrougo : Aurélien
- 2021 : Suprêmes d'Audrey Estrougo : Didier Morville, alias JoeyStarr
- 2023 : Gran Turismo de Neill Blomkamp : Marcel Durand
- 2023 : Vermines de Sébastien Vaniček : Kaleb
- 2024 : Vivre, mourir, renaître de Gaël Morel : Sammy
- 2024 : Ollie d'Antoine Besse : Bertrand
- 2024 : Magma de Cyprien Vial : Aimé Lubin
- 2026 : Dumas : Diable noir de Ladj Ly : Thomas Alexandre Davy de La Pailleterie Dumas[23]

#### Courts métrages
- 2017 : 9.58 de Louis Aubert : Djal
- 2018 : Nico de Hugo Becker
- 2018 : Le ciel est clair de Marie Rosselet-Ruiz : Yohann
- 2021 : Le Nouveau Moi d'Arnaud Valois

### Télévision

#### Téléfilms
- 2017 : Bienvenue à Nimbao de Philippe Lefebvre : Daniel Junior
- 2018 : La Révolte des innocents de Philippe Niang : Léopold, Blanchette

#### Séries télévisées
- 2018-2019 : Skam France : Alexandre Delano (34 épisodes)
- 2018 : Les Secrets : Nico (mini-série, 3 épisodes)
- 2019 : La Guerre des mondes (War of the Worlds) : Saaid (2 épisodes)
- 2019 : La Dernière Vague : Mathieu Ketchak (mini-série, 6 épisodes)
- 2023 : B.R.I. : Socrate (8 épisodes)
- prévu en 2025 : Quelqu’un devrait interdire les dimanches après-midi[22]

## Distinctions

### Récompenses
- Festival de télévision de Monte-Carlo 2022 : Nymphe d'or du meilleur espoir international[15]